# Loving over wishing you
「Loving over wishing you」（ラヴィング オーヴァー ウィッシング ユー）は、日本の女性シンガー、Teddyのデビューシングル。2004年4月4日にリリースされた。なお、このシングルはTeddyの単体名義ではなく、Stitchという女性シンガーとの連名作品となっている。（Stitchによる3曲目、4曲目はカバー）

## 収録曲
1. Loving over wishing you
  - 作詞：Pink Bambi／作曲・編曲：Tony Potter
2. 水中メガネ
  - 作詞：Tony Potter, Noriyoshi Ohashi／作曲・編曲：Tony Potter
3. ラジオ・スターの悲劇
  - 作詞・作曲：Horn, Downes, Wooley／編曲：Tony Potter
4. SOS
  - 作詞・作曲：B & S.Andersson, B.Ulvaeus／編曲：Tony Potter